# Wood Lake (Nebraska)
Wood Lake je selo u američkoj saveznoj državi Nebraska. Prema popisu stanovništva iz 2010. u njemu je živjelo 63 stanovnika.